# A lyga (2022)
A lyga 2022 (znana jako Optibet A lyga ze względów sponsorskich) była 33. edycją najwyższej klasy rozgrywkowej piłki nożnej w Litwie.
Brało w niej udział 10 drużyn, które w okresie od 4 marca 2022 do 23 listopada 2022 rozegrały 36 kolejek meczów.
Tytuł mistrzowski obroniła drużyna Žalgiris Wilno zdobywając trzeci tytuł z rzędu a dziesiąty w swojej historii.

## Uczestniczące drużyny
| Uczestnicy poprzedniej edycji | Uczestnicy poprzedniej edycji | Uczestnicy poprzedniej edycji | Uczestnicy poprzedniej edycji |
| --- | ----------------------------- | ----------------------------- | ----------------------------- |
| ŽAL | Žalgiris Wilno                | Wilno                         | 1                             |
| SŪD | Sūduva Mariampol              | Mariampol                     | 2                             |
| KAU | Žalgiris Kowno                | Kowno                         | 3                             |
| PAN | FK Poniewież                  | Poniewież                     | 4                             |
| HEG | FC Hegelmann                  | Kowno                         | 5                             |
| RIT | FK Riteriai                   | Troki                         | 6                             |
| BAN | Banga Gorżdy                  | Gorżdy                        | 7                             |
| DZI | Džiugas Telsze                | Telsze                        | 8                             |
| Awans z LFF I lyga |                               |                               |                               |
| SIA | FA Šiauliai                   | Szawle                        | 1                             |
| JON | FK Jonava                     | Janów                         | 2                             |
| Oznaczenia: - kolumna pierwsza – skróty nazw drużyn, - kolumna trzecia – siedziba klubu, - kolumna czwarta – miejsce zajęte w poprzednim sezonie. |                               |                               |                               |

## Tabela
| Lp. | Drużyna         | M  | Z  | R  | P  | B+ | B-  | +/– | Pkt | Kwalifikacja lub spadek                                |
| --- | --------------- | -- | -- | -- | -- | -- | --- | --- | --- | ------------------------------------------------------ |
| 1   | Žalgiris (M, P) | 36 | 26 | 6  | 4  | 85 | 27  | +58 | 84  | Liga Mistrzów UEFA • I runda kwalifikacyjna            |
| 2   | Kauno Žalgiris  | 36 | 18 | 9  | 9  | 55 | 37  | +18 | 63  | Liga Konferencji Europy UEFA • II runda kwalifikacyjna |
| 3   | Panevėžys       | 36 | 18 | 8  | 10 | 50 | 31  | +19 | 62  | Liga Konferencji Europy UEFA • I runda kwalifikacyjna  |
| 4   | Hegelmann       | 36 | 16 | 13 | 7  | 62 | 32  | +30 | 61  | Liga Konferencji Europy UEFA • I runda kwalifikacyjna  |
| 5   | Riteriai        | 36 | 17 | 8  | 11 | 53 | 41  | +12 | 59  |                                                        |
| 6   | Sūduva          | 36 | 15 | 10 | 11 | 48 | 40  | +8  | 55  |                                                        |
| 7   | Šiauliai        | 36 | 13 | 11 | 12 | 39 | 39  | 0   | 50  |                                                        |
| 8   | Banga           | 36 | 6  | 12 | 18 | 33 | 54  | −21 | 30  |                                                        |
| 9   | Džiugas (B, O)  | 36 | 5  | 12 | 19 | 34 | 67  | −33 | 27  | baraż o A lyga                                         |
| 10  | Jonava (S)      | 36 | 0  | 3  | 33 | 12 | 103 | −91 | 3   | spadek do LFF I lyga                                   |

## Wyniki
| Gospodarz \ Gość | BAN | DZI | HEG | JON | KAU | PAN | RIT | SIA | SUD | ZAL | BAN | DZI | HEG | JON | KAU | PAN | RIT | SIA | SUD | ZAL |
| ---------------- | --- | --- | --- | --- | --- | --- | --- | --- | --- | --- | --- | --- | --- | --- | --- | --- | --- | --- | --- | --- |
| Banga            |     | 3–3 | 1–0 | 1–1 | 3–1 | 1–2 | 0–4 | 0–0 | 0–1 | 0–2 |     | 1–1 | 1–1 | 2–0 | 0–1 | 1–1 | 0–1 | 2–3 | 0–0 | 0–2 |
| Džiugas          | 0–0 |     | 1–1 | 2–0 | 1–2 | 0–1 | 0–1 | 0–0 | 2–2 | 3–5 | 0–1 |     | 0–1 | 2–2 | 0–3 | 0–0 | 1–4 | 1–0 | 2–1 | 1–1 |
| Hegelmann        | 2–0 | 2–0 |     | 4–0 | 2–1 | 0–1 | 1–1 | 1–0 | 2–2 | 2–2 | 5–0 | 5–0 |     | 6–0 | 1–1 | 1–1 | 2–2 | 2–1 | 2–0 | 1–4 |
| Jonava           | 1–3 | 0–1 | 1–4 |     | 0–2 | 0–5 | 0–1 | 0–3 | 0–4 | 0–5 | 0–5 | 0–1 | 0–1 |     | 1–2 | 1–1 | 0–3 | 1–3 | 0–2 | 0–4 |
| Kauno Žalgiris   | 1–1 | 2–1 | 1–3 | 4–0 |     | 2–1 | 0–1 | 0–0 | 0–3 | 2–2 | 3–0 | 5–1 | 1–1 | 2–1 |     | 0–0 | 2–0 | 1–0 | 2–2 | 0–2 |
| Panevėžys        | 2–0 | 1–0 | 1–1 | 4–0 | 1–0 |     | 3–0 | 1–2 | 2–1 | 0–2 | 2–1 | 3–2 | 3–1 | 2–1 | 2–1 |     | 0–1 | 1–2 | 2–0 | 0–1 |
| Riteriai         | 1–0 | 3–0 | 0–3 | 5–0 | 1–1 | 0–0 |     | 1–1 | 2–0 | 0–1 | 2–2 | 2–1 | 0–0 | 2–1 | 2–0 | 2–1 |     | 3–1 | 2–3 | 1–5 |
| Šiauliai         | 1–1 | 3–2 | 0–0 | 3–0 | 0–1 | 0–3 | 1–0 |     | 0–0 | 0–1 | 1–1 | 2–2 | 0–0 | 2–0 | 0–3 | 1–0 | 3–2 |     | 2–0 | 3–0 |
| Sūduva           | 3–0 | 1–1 | 0–1 | 2–0 | 1–1 | 2–1 | 1–1 | 2–0 |     | 0–5 | 2–0 | 1–1 | 2–1 | 1–0 | 0–2 | 4–1 | 2–1 | 2–1 |     | 1–2 |
| Žalgiris         | 2–1 | 2–1 | 2–1 | 6–0 | 1–2 | 0–0 | 2–0 | 0–0 | 0–0 |     | 2–1 | 6–0 | 2–1 | 3–1 | 2–3 | 0–1 | 3–1 | 5–0 | 1–0 |     |

## Baraż o A lyga
Džiugas Telsze wygrał 5-0 dwumecz z FK Neptūnas drugą drużyną LFF I lyga o miejsce w A lyga na sezon 2023.
| 27 listopada 2022 | FK Neptūnas | 0:4   | Džiugas Telsze                                      |                                                                                   |
| 12:00             |             | (0:1) | 29', 73', 77' Jorge Eduardo · 67' Lukas Ankudinovas | Klaipėdos dirbtinės dangos stadionas, Kłajpeda Widzów: 400 Sędzia: Donatas Rumšas |

| 30 listopada 2022 | Džiugas Telsze      | 1:0   | FK Neptūnas |                                                                          |
| 12:00             | Dovydas Virkšas 69' | (0:0) |             | Telšiai Central Stadium, Telsze Widzów: 60 Sędzia: Manfredas Lukjančukas |

## Najlepsi strzelcy
| Bramki | Strzelcy            | Drużyna        |
| ------ | ------------------- | -------------- |
| 17     | Renan de Oliveira   | Žalgiris       |
| 13     | Vilius Armanavičius | Hegelmann      |
| 13     | Oleksiy Shchebetun  | Šiauliai       |
| 11     | Kule Mbombo         | Sūduva         |
| 10     | Rokas Filipavičius  | Riteriai       |
| 9      | Daniel Romanovskij  | Šiauliai       |
| 9      | Anton Fase          | Kauno Žalgiris |
| 9      | Mathias Oyewusi     | Žalgiris       |
| 9      | Robertas Vėževičius | Banga          |

Źródło: 